# Pure ETCR
Il Pure ETCR è stato un campionato automobilistico sperimentale riservato a vetture turismo elettriche. La stagione inaugurale, posticipata dal 2020 al 2021 a causa della pandemia di COVID-19, ha visto la partecipazione di tre diversi costruttori (due in forma ufficiale e uno in forma privata) e gare in cinque paesi e due continenti diversi. Nel 2022 la serie viene rinominata eTouring Car World Cup, la stagione 2022 è anche l'ultima del campionato. 

## Storia
La competizione è stata presentata nel 2018 al Salone di Ginevra dalla World Sport Consulting (società già organizzatrice delle competizioni TCR) insieme al prototipo CUPRA e-Racer. Nel settembre 2019 la Hyundai è diventata ufficialmente il secondo costruttore ad aderire al progetto presentando la Hyundai Veloster N ETCR. Nel dicembre 2019 anche il preparatore italiano Romeo Ferraris ha annunciato l'intenzione di costruire una versione della Alfa Romeo Giulia con specifiche ETCR.
Nel febbraio 2020 la competizione è stata rinominata "Pure ETCR" ed è stato presentato un calendario di eventi dimostrativi. A causa della pandemia di COVID-19, lo sviluppo e i test sono stati ritardati di diversi mesi, causando la cancellazione della stagione 2020. Il 9 ottobre dello stesso anno si è tenuta la presentazione ufficiale del campionato a Copenaghen, durante la quale la Hyundai Motorsport ha ufficialmente confermato la sua partecipazione. Il 13 dicembre si è poi tenuta una dimostrazione a porte aperte nel corso del weekend di gara della coppa del mondo turismo ad Aragón. Nello stesso weekend Romeo Ferraris ha presentato ufficialmente la versione ETCR della Alfa Romeo Giulia.
Nel febbraio 2021 è stato presentato il calendario della stagione inaugurale. La prima gara del campionato si è tenuta in Italia, all'autodromo di Vallelunga. A questa ne sono seguite altre quattro in Spagna, Danimarca, Ungheria e Corea del Sud.
A marzo 2023, il promoter ha annunciato che la serie non sarebbe proseguita, citando divergenze irrisolvibili tra i vari stakeholder per quanto riguarda il format sportivo e regolamentare.

## Specifiche
Le vetture con specifiche ETCR sono equipaggiate con motori forniti dagli organizzatori, mentre i costruttori forniscono il resto della vettura. Il kit base include motore, inverter, batteria, ECU e sistema di raffreddamento. Ogni vettura è equipaggiata con due motori posizionati sull'asse posteriore, che producono circa 500 kW.

### Vetture
| Casa       | Modelo                  | Sviluppatore       |
| ---------- | ----------------------- | ------------------ |
| Alfa Romeo | Alfa Romeo Giulia ETCR  | Romeo Ferraris     |
| Cupra      | Cupra e-Racer           | Cupra Racing       |
| Hyundai    | Hyundai Veloster N ETCR | Hyundai Motorsport |

## Formato
Il formato del campionato è differente dalle normali competizioni turismo, ma è invece simile a quello delle competizioni di rallycross, con una serie di brevi gare ed è un processo eliminatorio che conduce alla finale assoluta. Le corse individuali sono chiamate "battaglie", iniziano da un cancello e durano solo pochi giri. Ogni pilota è equipaggiato con un sistema "push-to-pass" e con un meno potente sistema "fightback" per favorire sorpassi e controsorpassi. Tra una gara e l'altra, le vetture vengono riportate nelle "stazioni energetiche", dove vengono ricaricate.

## Albo d'oro
| Anno | Pilota campione | Vettura       | Scuderia campione        |
| ---- | --------------- | ------------- | ------------------------ |
| 2021 | Mattias Ekström | CUPRA e-Racer | Cupra X Zengő Motorsport |
| 2022 | Adrien Tambay   | CUPRA e-Racer | Cupra X Zengő Motorsport |

### Classifica Piloti 2021
| Pos. | Piloti           | ITA | SPA | DAN | UNG | FRA | Punti |
| ---- | ---------------- | --- | --- | --- | --- | --- | ----- |
| 1    | Mattias Ekström  | 3   | 1   | 3   | 3   | 8   | 320   |
| 2    | Jean-Karl Vernay | 2   | 4   | 4   | 4   | 1   | 316   |
| 3    | Mikel Azcona     | 1   | 10  | 6   | 1   | 3   | 300   |
| 4    | Jordi Gené       | 4   | 6   | 5   | 6   | 7   | 260   |
| 5    | Rodrigo Baptista | 6   | 3   | 9   | 5   | 6   | 248   |
| 6    | Augusto Farfus   | 11  | 2   | 8   | 11  | 2   | 224   |
| 7    | Luca Filippi     | 5   | 11  | 2   | 12  | 4   | 218   |
| 8    | Dániel Nagy      | 9   | 9   | 10  | 8   | 10  | 178   |
| 9    | Oliver Webb      | 8   | 5   | 7   |     | 9   | 177   |
| 10   | John Filippi     | 7   | 8   | 11  | 7   | 11  | 177   |
| 11   | Philipp Eng      |     |     | 1   | 2   | 12  | 159   |
| 12   | Tom Chilton      | 12  | 7   | 12  | 10  | 5   | 145   |
| 13   | Luigi Ferrara    |     |     |     | 9   |     | 36    |
| 14   | Stefano Coletti  | 10  | 12  |     |     |     | 22    |
| Pos. | Piloti           | ITA | SPA | DAN | UNG | FRA | Punti |

### Classifica piloti 2022
| Pos. | Piloti             | FRA | UNG | SPA | BEL | ITA | GER | Punti |
| ---- | ------------------ | --- | --- | --- | --- | --- | --- | ----- |
| 1    | Adrien Tambay      | 2   | 1   | 2   | 2   | 4   | 2   | 535   |
| 2    | Mattias Ekström    | 1   | 2   | 1   | 5   | 2   | 4   | 488   |
| 3    | Tom Blomqvist      | 3   | 6   | 9   | 3   | 3   | 1   | 434   |
| 4    | Maxime Martin      | 6   | 3   | 4   | 1   | 5   | 5   | 421   |
| 5    | Mikel Azcona       | 4   | 4   | 5   | 4   | 1   | 8   | 408   |
| 6    | Bruno Spengler     | 5   | 4   | 7   | 8   | 9   | 9   | 306   |
| 7    | Norbert Michelisz  | 8   | 11  | 6   | 11  | 8   | 3   | 293   |
| 8    | Jean-Karl Vernay   | 7   | 9   | 11  | 6   | 7   | 11  | 254   |
| 9    | Jordi Gené         | 9   | 12  | 3   | 12  | 11  | 12  | 218   |
| 10   | Giovanni Venturini | 11  | 7   | 10  | 9   | 12  | 6   | 209   |
| 11   | Nicky Catsburg     |     |     | 8   | 7   | 6   | 10  | 188   |
| 12   | Luca Filippi       | 12  | 10  | 12  | 10  | 10  | 7   | 181   |
| 13   | Kevin Ceccon       | 10  | 8   |     |     |     |     | 67    |
| Pos. | Piloti             | FRA | UNG | SPA | BEL | ITA | GER | Punti |